# Fazenda Rio Grande
Fazenda Rio Grande este un municipiu în stare de Parana , care face parte din regiunea metropolitană de Curitiba . Populația sa este 83187 de locuitori.